# Свети Архангел Гавриил (Долно Требешине)
„Свети Архангел Гавриил“ (на сръбски: Храм св. архангела Гаврила) е възрожденска православна църква във вранското село Долно Требешине, югоизточната част на Сърбия. Част е от Вранската епархия на Сръбската православна църква.

## Местоположение
Църквата е гробищен храм, разположен в западната част на селото.

## История
Храмът е издигнат в 1851 година с дарения от жителите на селата Горно Требешине, Долно Требешине и Купининце.

## Архитектура
Църквата е монументална трикорабна сграда на масвен каменен цокъл и подходът към нея е с три стъпала. Изградена е от големи, слабо одялани квадратни каменни блокове и ломен камък, свързани с хоросан. В някои дялове са използвани и тухли. Църквата е повторно измазвана. По дължината на западната и южната страна има трем, а над него на етажа е параклисът, в който се влиза по стълба в югозападния ъгъл на наоса. Църквата има три входа – един от запад и два от юг – единият води в наоса, а другият в дяконикона. Пред западния вход има трапеза за освещаване на масло. Камбанарията е покрита с осемскатен пирамидален ламаринен покрив. Владишкият трон е разположен по протежение на северната стена на кораба и почива на три стъпала, от които последното е украсено с глави на животни. Престолът завършва с изпъкнал атик, чиято долна страна е изписана с мотив на звездно небе, а на върха има изписан осмостранен балдахин. В храма има и 13 богослужебни книги.

## Живопис
Храмът има 62 икони. Освен иконостасните има още 13 икони. На престолната икона на Архангел Гавриил пише, че църквата е издигната в 1865 године. Същата година е изписана на медельон в подножието на Разпятието. В храма работят няколко дебърски майстори. Престолната икона е подписана от дебърския зограф Благой Дамянов, който се подписва и като Блажо Дебрели, например на престолната икона на Богородица. Зограф Зафир Василков се е подписал и написал годината 1868 на иконата на Света Марина и Свети Стефан, на иконат ана Преображение и на иконата на Свети Димитър. Иконите Рождество Христово и Обрезание са подписани от трети дебърски зограф – Вено Костов. Царските икони по стил са сродни с тази с подписа на Благой Дамянов.
- Стенописи от църквата